# Рабочая оппозиция
«Рабо́чая оппози́ция» — группа, организовавшаяся в РКП(б) в конце 1919 — начале 1920 гг. и выступавшая за передачу управления народным хозяйством профессиональным союзам. Во главе группы стояли А. Г. Шляпников, С. П. Медведев, А. М. Коллонтай, Ю. Х. Лутовинов. К ней также был близок Владимир Невский. По оценке Льва Троцкого, высказанной на 3-м конгрессе Коминтерна, представляла собой «незначительное меньшинство». Существовала до 1922 г., когда была разгромлена на XI съезде РКП(б). В некоторых аспектах была созвучна германскому движению коммунизма рабочих советов, хотя о непосредственных контактах между этими группами сведений нет.

## История

### Возникновение
К началу XXI века у исследователей не сложилось единого мнения по вопросу о времени возникновения «рабочей оппозиции». М. Г. Гайсинский, М. С. Зоркий и Е. Ярославский связывали «идейные истоки» группы с заявлением её будущего лидера А. Г. Шляпникова, появившемся 4 ноября 1917 г.: в своем заявлении Шляпников предлагал расширить Совнарком путем включения в него представителей «из всех советских партий».Выступление в поддержку многопартийного социалистического правительства не сопровождалось практическими действиями, направленными против курса большинства в ЦК РСДРП(б), и Шляпников, посчитав «недопустимым сложение с себя ответственности и обязанностей», остался в должности наркома труда. В 1920—1930-е годы К. И. Шелавин и Я. Бронин относили проявление «рабочей оппозиции» к весне 1919 года, в то время как М. М. Вассер в 1958 году писал об осени 1919 как о времени формирования группы; в том же году С. Н. Канев связывал начало деятельности «шляпниковцев» с их первым публичным выступлением как организованной группы на IX Всероссийской конференцией РКП, то есть — с сентябрём 1920 года, когда фракция не только заявила о своём существовании, но и подвела итог «проделанной работе». В начале 1990-х годов А. Ф. Киселёв полагал, что группа возникла в марте 1920 года. Существовало и мнение о формировании «рабочей оппозиции» в качестве «особого фракционного течения» в конце 1920-начале 1921 года. Историк из Тюменского государственного университета Т. А. Санду полагала, что наличие разных точек зрения на вопрос о времени возникновения группы объясняется тем фактом, что становление «рабочей оппозиции» проходило постепенно, по мере формирования собственной идейной платформы и выявления ее лидеров и сторонников на местах.

### Первые выступления
Одно из первых выступлений представителей «рабочей оппозиции» — название было дано Лениным — произошло в феврале 1920 года, во время II Тульской конференции РКП(б), после которой группа сумела получить большинство мест в губернском комитете партии, а её лидер — И. В. Копылов — стал председателем нового состава губкома. В ответ на это, «старые» члены губкома — во главе с лидером децистов Осинским — ушли в оппозицию, направив свою деятельность на доказательство неспособности членов «рабочей оппозиции» управлять делами губернии; кроме того они стали готовить провал своих политических оппонентов на следующей губернской партконференции. Данное противостояние привело к обострению борьбы внутри самой организации: против избрания Копылова председателем выступил Новосильский уездный комитет партии, а городской и Чулковский районный комитеты потребовали созыва внеочередной конференции. Требование части партийных работников было поддержано в Москве, членами ЦК РКП(б), отозвавшими Копылова «в свое распоряжение». На этом конфликт не завершился, поскольку в ответ Зареченский райком вынес постановление с просьбой «оставить Копылова для работы в Туле». Затем — после того как губком направил в ЦК делегацию в составе Н. Осинского, Е. Кислякова и В. Осташева — ЦК всё же принял решение о созыве внеочередной партконференции в губернии. На ней большинством в 185 голосов против 49 была принята резолюция, оценивавшая работу губкома как неудовлетворительную. В ответ на это представители «рабочей оппозиции» Северный и Никитин в городском райкоме ушли из комитета по причине своего несогласия с его линией. Потерпев поражение в Туле, сторонники Копылова всё же сохранили свои позиции в зареченской районной организации и борьба за власть продолжилась. В тот период поддержка настроений «рабочей оппозиции» в «низах» партии была достаточно сильной: в частности, численность тульской парторганизации с мая по ноябрь 1920 года сократилась в два раза — главным образом, за счет выхода из партии местных рабочих.
С конца 1919 — начала 1920 года «рабочая оппозиция» «вызревала» по периферии московской губернии и, к марту 1920, оформилась уже в столице; в «группировку» в основном вошли руководители профсоюзов: И. И. Кутузов. С. А. Лозовский, Л. С. Киселёв, Н. А. Кубяк, С. Н. Медведев, К. X. Лутовинов, сам Шляпников и ряд других лидеров. В том же месяце на заседании коммунистической фракции ВЦСПС Шляпников представил тезисы, в которых он предложил формулу для разделения властей в СССР. Его  схема заключалась в разделении функций профсоюзов, Советов и большевистской партии. По мнению лидера оппозиции, партия могла бы являться ответственным политическим государственным руководителем революционной борьбы и строительства, Советы — формой политической власти, а профсоюзы — единственными ответственными организациями народного хозяйства и одновременно школой управления промышленностью для рабочих.
Санду считала, что тезисы Шляпникова вызвали сильное беспокойство ЦК РКП(б), который увидел в них проявление в советских профсоюзах тенденций к синдикализму — то есть покушение на руководящую роль партии в экономической сфере. 8 и 10 марта 1920 года, на заседаниях фракций ВЦСПС и МГСПС, представители ЦК Н. И. Бухарин и И. Н. Крестинский выступили с резкой критикой идей Шляпникова, обвинив его в «синдикализме, цеховой узости, недоверии к Советам и партии». В ответ на подобные обвинения Лозовский, присутствовавший на заседаниях, заметил, что синдикалисты отрицали само государство, а у Шляпникова «иная точка зрения»: лидер оппозиции не отрицал государство и не посягал на госсобственность; он говорил лишь об ответственности профессиональных союзов за экономику и о главной роли союзов в советской промышленности.
В сентябре 1920 года на IX Всероссийской партийной конференции произошла новая «вспышка активности» сторонников «рабочей оппозиции», которая была связана с дискуссией о «верхах» и «низах» в партии. Ю. X. Лутовиновым был сформулирован ряд положений, которые впоследствии вошли в программу оппозиционной группы: в своем выступлении он «горячо настаивал на немедленном осуществлении широчайшей рабочей демократии, на полной отмене назначенчества, на строжайшей чистке партии». Большевистская конференция не поддержала данное выступление; более того, на заседании было принято решение о создании контрольной комиссии, задачей которой стала недопущение фракционной борьбы в партии. Несмотря на подобные меры, выступления сторонников «рабочей оппозиции» участились по всей стране, а её противоречия с курсом ЦК обострились как в регионах, так и в центре. В частности, в ноябре 1920 года Оргбюро ЦК РКП(б) было вынуждено «обратить особое внимание» на конфликт в тульском губкоме РКП(б), разгоревшийся с новой силой: для выяснения обстоятельств центральный комитет послал в губернию специальную комиссию во главе с А. Сергеевым (Артемом). В то же самое время уже и в самой Москве внутрипартийная борьба приняла ожесточенный характер. Осенью 1920 года, «играя на проблеме „верхов“ и „низов“», члены «рабочей оппозиции» смогли привлечь симпатию многих большевиков к своей программе и сформировать «ощутимую поддержку» своим идеям в среде рабочих-партийцев. В результате в конце ноября на губпартконференции оппозиционный блок смог собрать почти половину голосов делегатов: 124 против 154 человек. Как указывалось в отчете ЦК, сама оппозиция «была настроена чрезвычайно враждебно к общей партийной линии»: впоследствии В. И. Ленин отмечал, что дело дошло до того, что «конференция кончила двумя комнатами: в этой сидели одни, в той — другие».

### Дискуссия о профсоюзах

#### Начало дискуссии
По мнению Т. А. Санду, «профсоюзная дискуссия» стала временем взлета «рабочей оппозиции». Опираясь на положения, содержавшиеся в партийной программе, принятой в 1919 году на VIII съезде — прежде всего на часть о том, что "профессиональные союзы должны прийти к фактическому сосредоточению в своих руках всего управления всем народным хозяйством — Шляпников со своими единомышленниками критиковал центральный комитет за «военные методы» работы с профсоюзами. Конкретно за то, что в годы Гражданской войны союзы массово лишались самостоятельности и поглощались государственными структурами РСФСР.
По мнению А. Ф. Киселёва, серьёзные разногласия с партийным руководством у профсоюзных лидеров наметились ещё в начале 1920 года: он видел их основной причиной переход к политике милитаризации труда (см. Трудовые армии). В тот период большинство в самих профсоюзах, а также другие хозяйственные руководители, например А. И. Рыков, полагали, что перспектива окончания активных боевых действий требовала если не смены ориентиров в политике, то, по крайней мере, смещения акцентов в организации труда — переход к экономическим стимулам. В частности, они выступали за улучшение продовольственного положения пролетариата и развитие «самодеятельности» рабочих в рамках профсоюзных организаций. При этом партийное руководство  исходило из того, что в сложившихся к  окончанию многолетней войны условиях ставка на обычные методы управления промышленностью не сможет предотвратить полный распад советской экономики. Оно полагало, что чрезвычайные меры — в том числе и военного характера — были необходимы.

#### Позиции сторон
Вопросы о профсоюзах стали ключевыми на заседаниях фракций ВЦСПС и МГСПС от 8, 10 и 15 марта 1920 года. По мнению Киселёва, к тому моменту в руководящих кругах профсоюзов обозначилось три политические группировки. К первой можно было отнести Д. Б. Рязанова, М. И. Томского и В. В. Шмидта, взгляды которых, не во всем совпадая, всё же согласовывались в убеждении, что профсоюзы должны отходить от хозяйственных дел и заниматься преимущественно организацией труда. Ко второй группе относились те работники, кто выступал за «сращивание» профсоюзов с государственным аппаратом. При этом особое течение составляли сторонники Шляпникова, полагавшие, что профсоюзам следует стать ответственными организациями (при том единственными) в области народного хозяйства РСФСР. Таким образом, уже весной 1920 года в Советской России завязалась острая дискуссия о профсоюзах, ставшая открытой  лишь в конце 1920 — началу 1921 года. К началу XXI века не сложилось единого мнения о причинах первоначальной закрытости обсуждения.  С. Д. Дмитренко, например, считал, что разногласия не получили широкого распространения уже весной «благодаря принятым ЦК мерам». В тот период центральным комитетом была создана «профсоюзная комиссия» из пяти человек, в задачи которой были включены как изучение и проверка практического опыта работы профсоюзов, так и выработка тезисов, которые бы выражали точку зрения ЦК на данный вопрос. Однако А. Г. Шляпников, К. X. Лутовинов и Л. Д. Троцкий, изначально включенные в данную комиссию, отказались от участия в ней, что только обострило разногласия. В этих условиях 24 декабря Пленум ЦК принял решение об открытии широкой дискуссии по вопросу о профсоюзах. Основываясь на цитате Ленина «Разногласия внутри Цека заставили обратиться к партии», Санду полагала, что дискуссия действительно сдерживалась сознательно. В то же время А. Ф. Киселёв отмечал, что вопрос о профсоюзах принял сразу формы открытой дискуссии ещё и потому, что «весной 1920 года у Ленина не было достаточно определившихся взглядов на роль и задачи профсоюзов в советском обществе. Он в определённой мере отходил от идеи огосударствления профсоюзов, но нового курса не видел». Существовала и точка зрения, что Ленин сдерживал начало публичного обсуждения с целью «нейтрализации части ненадежного партийного чиновничества» (в лице Троцкого и его сторонников, которые в тот период стали тесно сотрудничать с Оргбюро и Секретариатом ЦК).
30 декабря 1920 года лидеры внутрипартийных группировок выступили на расширенном заседании коммунистической фракции VIII Всероссийского съезда Советов, ВЦСПС и МГСПС, где  изложили свои политические платформы. Развернувшаяся на собрании полемика сопровождалась взаимными обвинениями и почти сразу «приобрела некорректный характер». С начала января следующего года к обсуждению вопросов подключились и партийные организации: в частности, уже 3 января на собрании партийного актива Петрограда было принято «Обращение к партии», в котором выражалась полная поддержка группе Ленина — Зиновьева, а Троцкий обвинялся в попытке расколоть «единство партии и профессионального движения», в желании ликвидировать профсоюзы. Одновременно в резолюции предлагалось провести выборы делегатов на X съезд РКП(б) по платформам — то есть направлять на съезд представителей пропорционально числу голосов, поданных в поддержку каждой из групп. Кроме того, было высказано пожелание о направлении в провинцию агитаторов, обязанных оказывать пропагандистскую и организационную помощь местным сторонникам ленинской группы.

#### Поддержка платформы «рабочей оппозиции»
Практически с самого начала дискуссия о профсоюзах вышла за пределы обычного обсуждения тезисов различных фракций — и «превратилась в своего рода формальное выявление партийного мнения». Вопрос о будущем профессиональных союзов ставился на обсуждение в районных комитетах, на районных и участковых собраниях большевиков, где обычно после докладов представителей различных платформ проводилось голосование. В целом большинство  коммунистов поддерживало ленинскую позицию; в частности, 17 января 1921 года на заседании московского комитета партии на голосование было поставлено сразу восемь платформ: за формулировки Ленина голосовало 76 человек, за идеи Троцкого — 27, за тезисы «рабочей оппозицию» — 4, за группу «демократического централизма» — 11, за группу игнатовцев — 25, а остальные платформы получили менее двух голосов. 25 января в тульской партийной организации — где докладчиком по постановлению Губкома выступал сам Троцкий, а его содокладчиками были Зиновьев и Шляпников — за резолюцию Ленина-Зиновьева проголосовали 582 человек, Троцкого — 272, а Шляпникова — 16 делегатов. Петроградская партийная организация также поддержала ленинскую «Платформу 10».  Постепенно становилось очевидно, что борьба в столицах велась между группами Ленина—Зиновьева и Троцкого.
Более «пестрая» картина наблюдалась на уездных и участковых собраниях: так 27 января на втором Замоскворецком участке за «платформу 10» было отдано 59 голосов, за тезисы «рабочей оппозицию» — 10, а троцкистов поддержали семь человек; в другом районе Москвы — Бауманском — на центральном участке за тезисы Ленина проголосовали 43 человека, за «рабочую оппозицию» — 7, а за принципы Троцкого — 4 человека. Дискуссия не обошла и сами профессиональные союзы: в частности, на съезде горнорабочих Москвы платформа «рабочей оппозиции» собрала в свою поддержку 61 голос, «платформа 10» — 137, а тезисы Троцкого поддержали только восемь человек.
На Московской губернской партийной конференции, проходившей 19 февраля 1921 года и на которой присутствовали более трехсот делегатов, произошел скандал: Е. Н. Игнатов заявил о поддержке платформы «рабочей оппозиции» (ввиду отсутствия разногласий), что «вызвало сильное беспокойство» среди членов конференции, так как до последнего дня группа Игнатова поддерживала «платформу 10». Последовавшее голосование завершилось следующим результатом: «платформа 10» получила 217 голосов, тезисы Троцкого — 52, платформа «рабочей оппозиции» — 45, а принципы «демократического централизма» — 13 голосов. В центральном комитете металлистов «рабочая оппозиция» вообще заняла первое место: ей было отдано одиннадцать голосов из двадцати.

### X и XI съезды
Молдавский историк Т. А. Санду считает, что сильной стороной политической платформы «рабочей оппозиции» был её «искренний, радикальный, последовательный демократизм, неприятие военно-коммунистических методов управления, стремление создать такую управленческую систему, в которой рабочий класс был бы полноправным хозяином». Сторонники Шляпникова в своих идеях опирались на опыт первых месяцев советской власти — непродолжительный период, когда организация производства действительно осуществлялась на базе самоуправления рабочих. Но на завершающем этапе «профсоюзной дискуссии» участников в основном уже не волновала собственно судьба профсоюзов, куда большее значение приобрел вопрос о том, какая из фракций победит на предстоящем X съезде партии. В итоге борьба фракций переросла в битву за лидерство в партии, что заметно сказалось на ходе дискуссии.
XI съезд
На съезде фактически развернулась борьба за лидерство в партии. Представители рабочей оппозиции решительно высказались против засилья «белоручек» в руководстве и потребовали, чтобы каждый партийный чиновник по меньшей мере три месяца в году занимался физическим трудом в промышленности или в сельском хозяйстве. Эти требования поддержали большевики из рабочих с дореволюционным партийным стажем. По мнению Ричарда Пайпса, «Ленин пришел в ужас». Он терпеть не мог того, что он называл «спонтанностью», а фактически являлось демократией. Он никогда не верил, что рабочие способны самостоятельно строить социализм или руководить экономикой. В ярости он начал нападать на рабочий класс как таковой. На XI съезде партии (1922) он сделал ошеломляющее заявление, что в России вообще нет пролетариата по Марксу, а те рабочие, что есть, поступили на заводы, чтобы избежать военной службы. В ответ Шляпников иронически поздравил Ленина с тем, что он возглавляет авангард несуществующего класса. Ленин был серьёзно обеспокоен будущим партии. Появление оппозиции внутри партии оставляло ему выбор: согласиться на демократизацию партии, то есть дать  несогласным с мнением ЦК право голоса в политических вопросах. Однако такой вариант мог затруднить принятие тех решений, которые он сам считал правильными. Поэтому Ленин остановился на другом варианте: на X съезде он провёл секретную резолюцию, запрещавшую «фракционность». Это решение уничтожило последние остатки демократии в партии.

## Влияние
Большинство исследователей рассматривали поражение «рабочей оппозиции» в качестве «смертельного удара» для независимого профсоюзного движения в России как такового.
Дело «Московской контрреволюционной организации — группы „рабочей оппозиции“»
В истории социал-демократии платформа группы осталась как один из потенциальных альтернативных путей (англ. one of the «whatifs») построения социализма.